# Pātan (ort i Indien, Madhya Pradesh, Jabalpur)
Pātan är en ort i Indien.   Den ligger i distriktet Jabalpur och delstaten Madhya Pradesh, i den centrala delen av landet, 600 km söder om huvudstaden New Delhi. Pātan ligger 378 meter över havet och antalet invånare är 14 122.
Terrängen runt Pātan är platt åt sydost, men åt nordväst är den kuperad. Runt Pātan är det tätbefolkat, med 266 invånare per kvadratkilometer. Närmaste större samhälle är Kaimori, 12,2 km nordost om Pātan. Trakten runt Pātan består till största delen av jordbruksmark.